# Androsace harrissii
Androsace harrissii är en viveväxtart. Androsace harrissii ingår i släktet grusvivor, och familjen viveväxter.

## Underarter
Arten delas in i följande underarter:
- A. h. crassifolia
- A. h. harrissii